# Крюков Микита Олексійович
Мики́та Олексі́йович Крю́ков (нар. 30 квітня 1991, Донецьк, Україна) — український футболіст, воротар.

## Життєпис

### Клубна кар'єра
Вихованець дитячо-юнацької академії клубу «Шахтар» (Донецьк). З 2007 року грав за молодіжну команду донецького «Шахтаря», а також за його дубль.
Взимку 2015 року Крюков перейшов до маріупольського «Іллічівця». 5 квітня 2015 року Микита дебютував у складі «Іллічівця» у Прем'єр-лізі, відігравши весь матч проти донецького «Шахтаря». Матч закінчився поразкою команди Крюкова з рахунком 2:6 і став єдиною грою у Прем'єр-лізі для гравця.
У липні 2016 року став гравцем горішньоплавнівського «Гірника-спорт», де провів один сезон. Згодом грав за інші нижчолігові клуби «Кристал» (Херсон) та «Миколаїв».
На початку 2020 року переїхав до окупованого Криму, де став гравцем місцевого клубу «Рубін» (Ялта), а пізніше грав за «Ялту».
2022 року переїхав до Німеччини, де виступав за аматорські клуби «Ред Старз» (Менхенглабах) та «Фірзен».

### Збірна
29 березня 2011 року зіграв свій єдиний матч за молодіжну збірну України в товариському матчі проти однолітків з Сербії. Крюков вийшов в основі ы не пропустив жодного голу, а у перерві був замінений на Антона Яшкова.